# Fly on the Wings of Love
«Fly on the Wings of Love» (en español: "Vuela sobre las alas del amor") fue la canción ganadora del Festival de la Canción de Eurovisión en 2000, siendo interpretada por los Olsen Brothers, representando a Dinamarca.
Se trata de una balada pop romántica en la que los cantantes declaran su amor a una mujer en etapa de madurez.

## Participación en Eurovisión 2000
La canción fue elegida para representar a Dinamarca en Eurovisión al ganar el festival nacional Dansk Melodi Grand Prix, donde fue interpretada en danés como  Smuk som et stjerneskud (en español: "Bella como una estrella fugaz").
En el Festival de la Canción de Eurovisión 2000 celebrado en Estocolmo fue interpretada en el puesto 14 de 24 canciones, y al final de la votación había conseguido un total de 195 puntos, manteniéndose en el liderato de la clasificación durante toda la votación.
Durante la canción, en un puente en el que solo canta uno de los cantantes, se utilizó un efecto de vocoder para hacer que su voz sonara como la de un robot, motivo por el cual, la delegación rusa protestó a la UER. Finalmente se decidió que esto no infringía las reglas del concurso.
En 2005 fue nominada como una de las 14 finalistas de la gala Congratulations, conmemorativa del 50 aniversario de Eurovisión (celebrado en Copenhague en 2005) y que estaba destinado a escoger la mejor canción de la historia del festival.

## Versiones
La canción ha sido versionada por distintos grupos de música eurodance, siendo la más destacada la versión realizada por el grupo español y editada en 2000 a través del sello discográfico Cyber Music (Vale Music) por el grupo dance español XTM ( David Jiménez y José Martínez) y DJ Chuckie con acompañamiento vocal del nombre ficticio Annia pero la cantante original fue y es Eva Marti. Mientras Eva estaba en otros proyectos con la compañía pusieron a una figurante hasta que Eva finalizara sus trabajos ya pactados previamente. El tema tuvo repercusión en los clubes europeos, llegando al número uno en la lista de ventas de Irlanda. La canción también tuvo éxito en el Reino Unido, donde llegó al número 8 en la lista de sencillos oficial obtuvo el disco de plata por si venta. En los Países Bajos alcanzó el número 31.En España alcanzó el n° 8, donde durante 3 semanas fue número 1 en los 40 principales.

## Listas
| Lista (2000)                          | Mejor posición |
| ------------------------------------- | -------------- |
| Austria (Ö3 Austria Top 40)           | 11             |
| Bélgica (Flandes) (Ultratop 50)       | 16             |
| Alemania (Offizielle Deutsche Charts) | 7              |
| Países Bajos (Mega Single Top 100)    | 45             |
| Noruega (VG-lista)                    | 5              |
| Suecia (Sverigetopplistan)            | 1              |
| Suiza (Schweizer Hitparade)           | 17             |